# Ran (proteína)

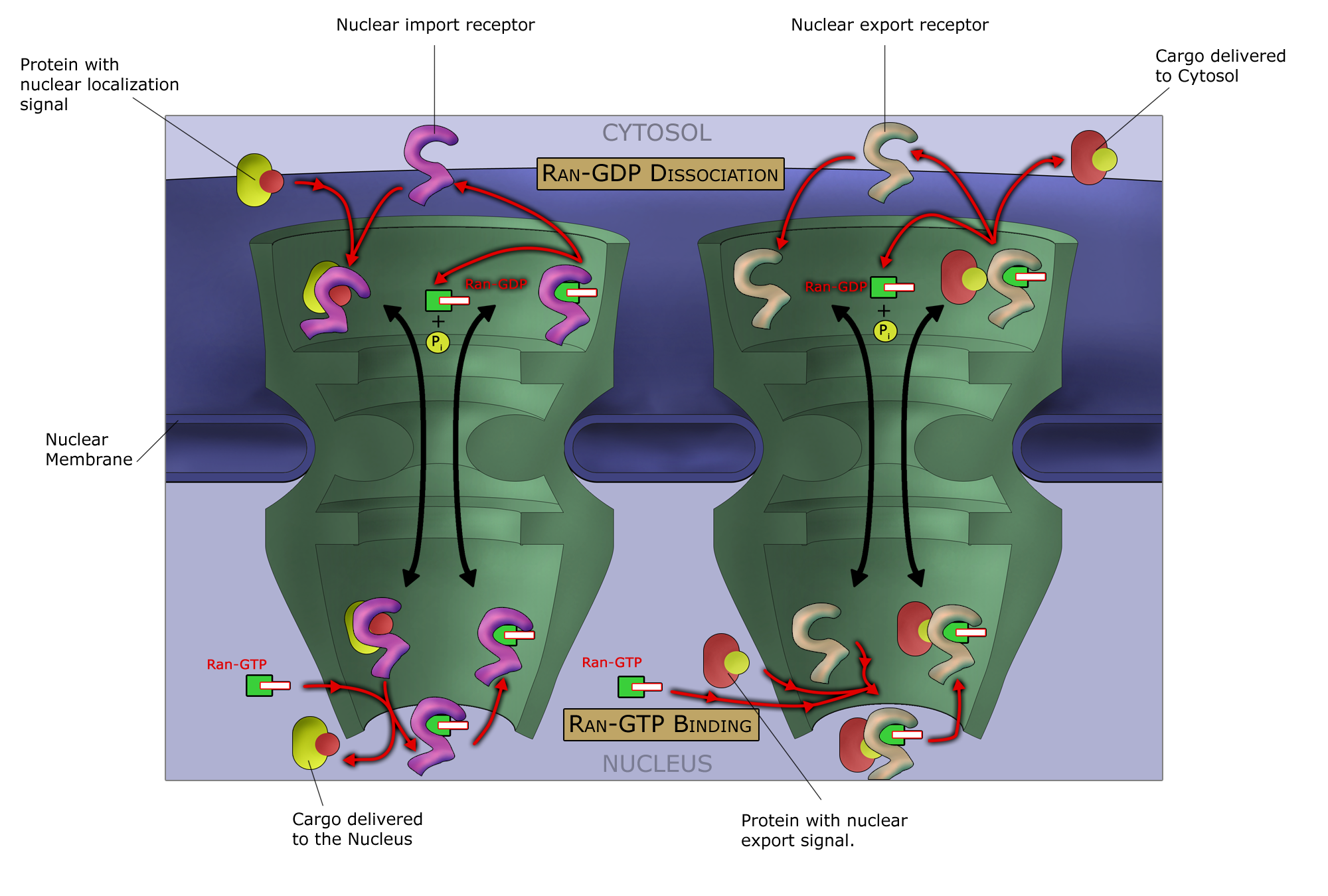
Ciclo Ran-GTP

Ran GTPase é uma pequena GTPase que está envolvida no transporte de moléculas para dentro e para fora do núcleo celular, durante a interfase. Está também envolvida no processo de mitose. É um membro da superfamília Ras de GTPases.
É uma proteína que se liga a GTP, sendo essencial no transporte de ARN e proteínas através do poro nuclear. A proteína Ran está também envolvida no controlo da síntese de ADN e da progressão do ciclo celular. A localização nuclear de Ran requere a presença de regulador de condensação de cromossoma 1 (RCC1). Mutações em Ran corrompem a síntese de ADN. 
Devido às suas inúmeras funções, é provável que Ran interaja com várias outras proteínas. A Ran regula a formação e organização da rede de microtúbulos independentemente do seu papel na troca de macromoléculas entre núcleo e citosol. Ran pode ser uma molécula sinalizadora chave a regular a polimerização dos microtúbulos durante a mitose. O RCC1 gera uma alta  concentração local de Ran-GTP, em volta da cromatina, o que por sua vez induz a nucleação local dos microtúbulos.